# Oligotrophus coprosmae
Oligotrophus coprosmae är en tvåvingeart som beskrevs av Barnes och Lamb 1954. Oligotrophus coprosmae ingår i släktet Oligotrophus och familjen gallmyggor. Artens utbredningsområde är Nya Zeeland. Inga underarter finns listade i Catalogue of Life.